# Tourismus in Bulgarien

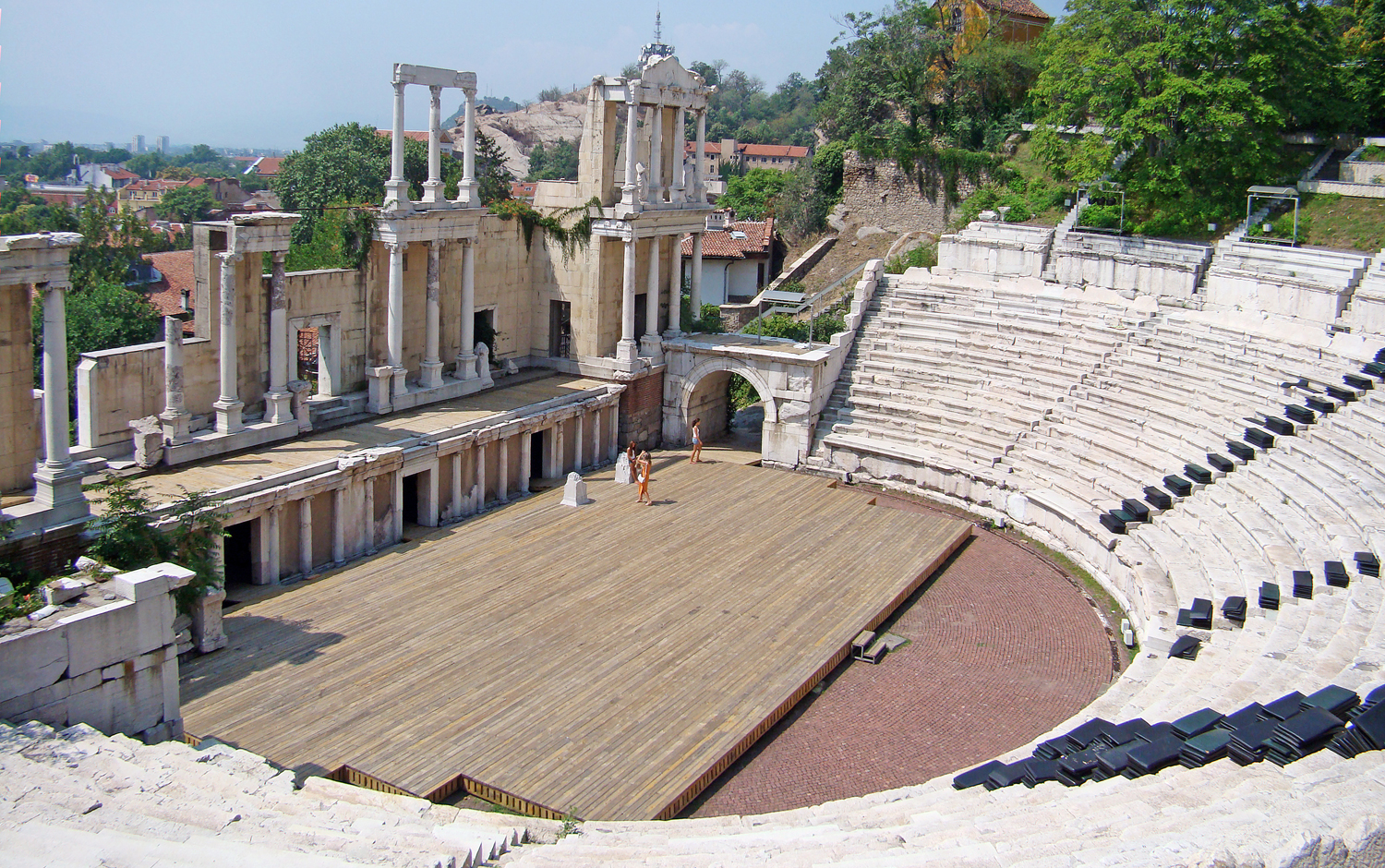
Plovdiv

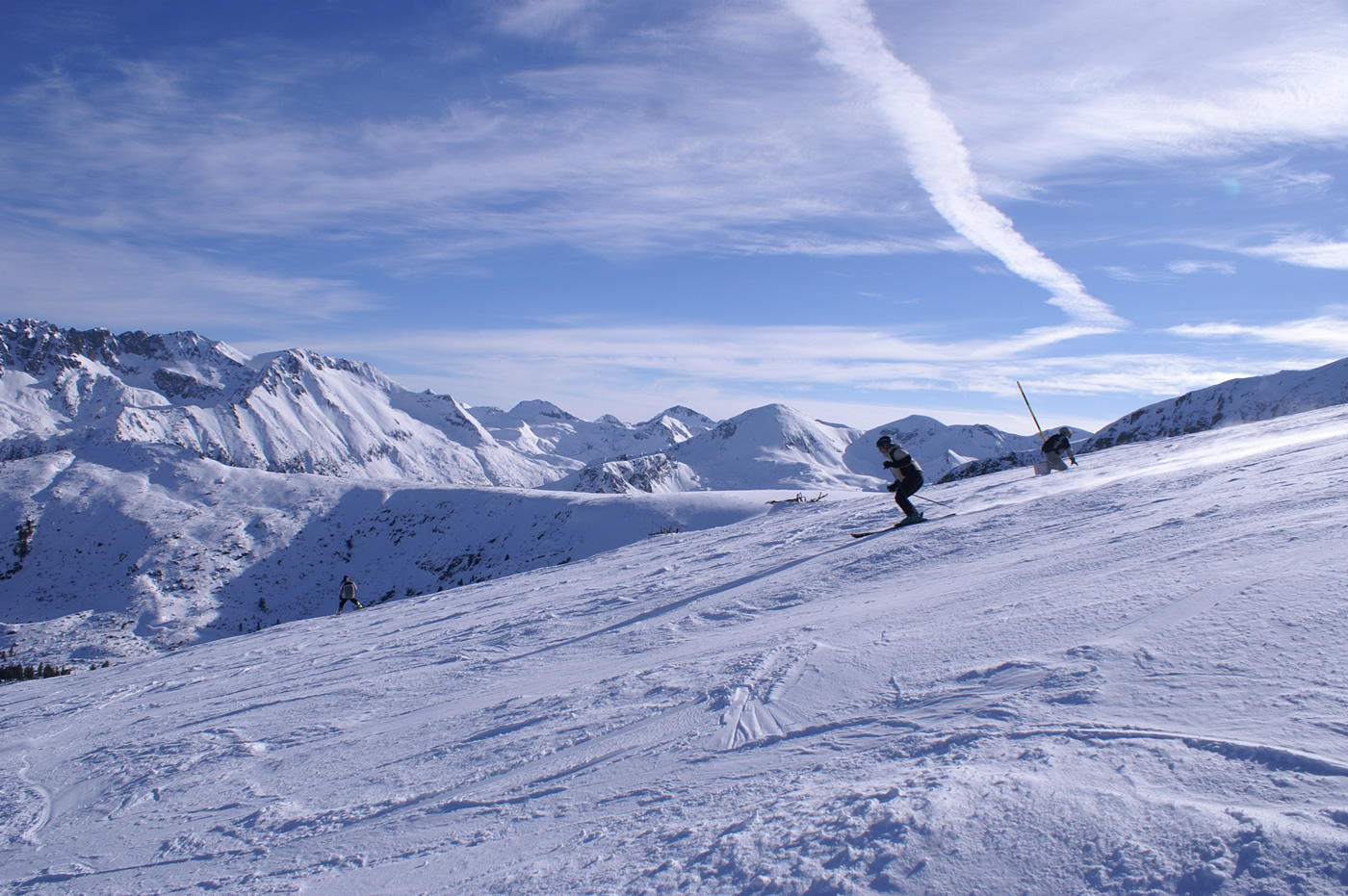
Bansko

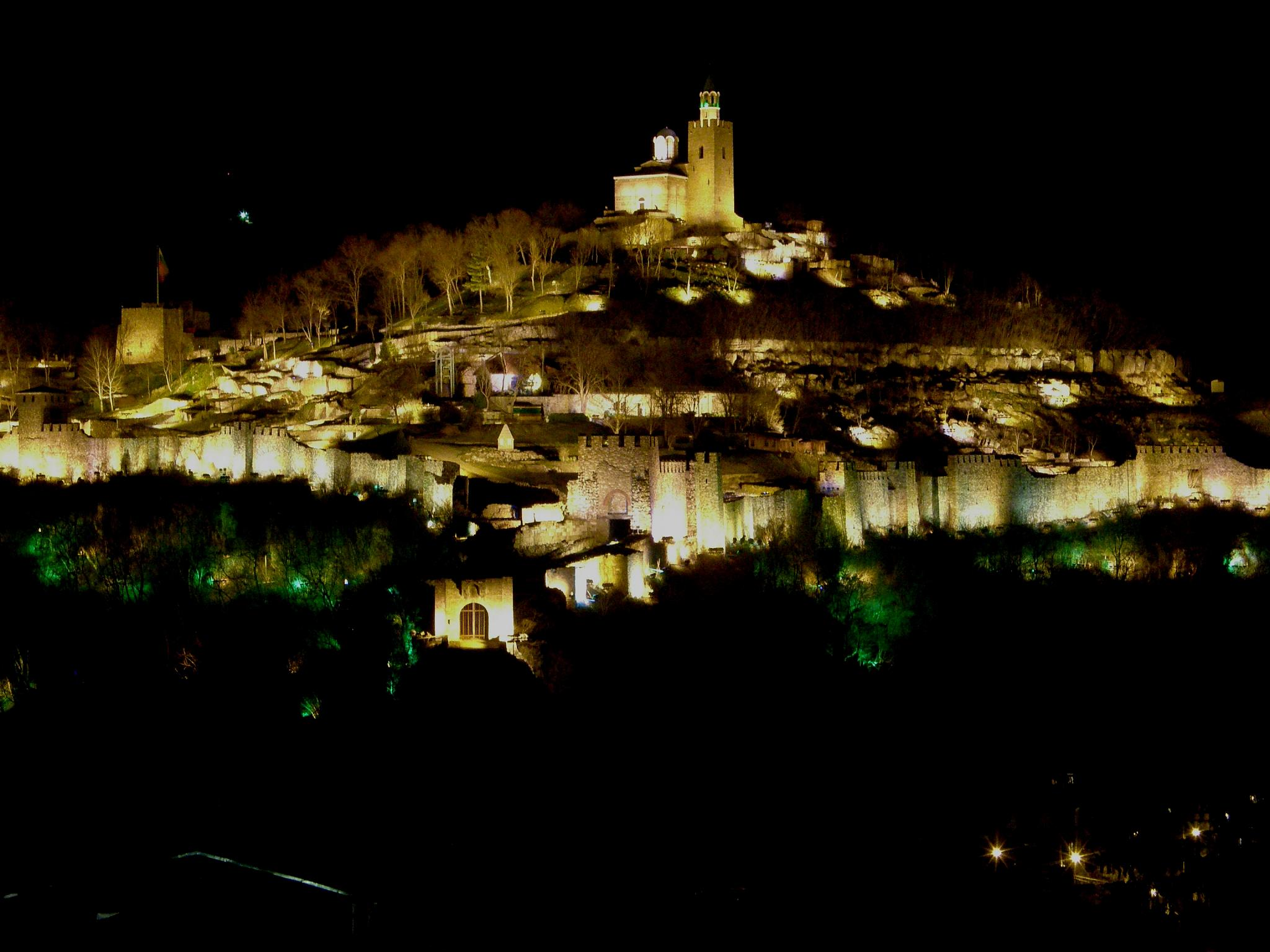
Die Festung Zarewez in Weliko Tarnowo

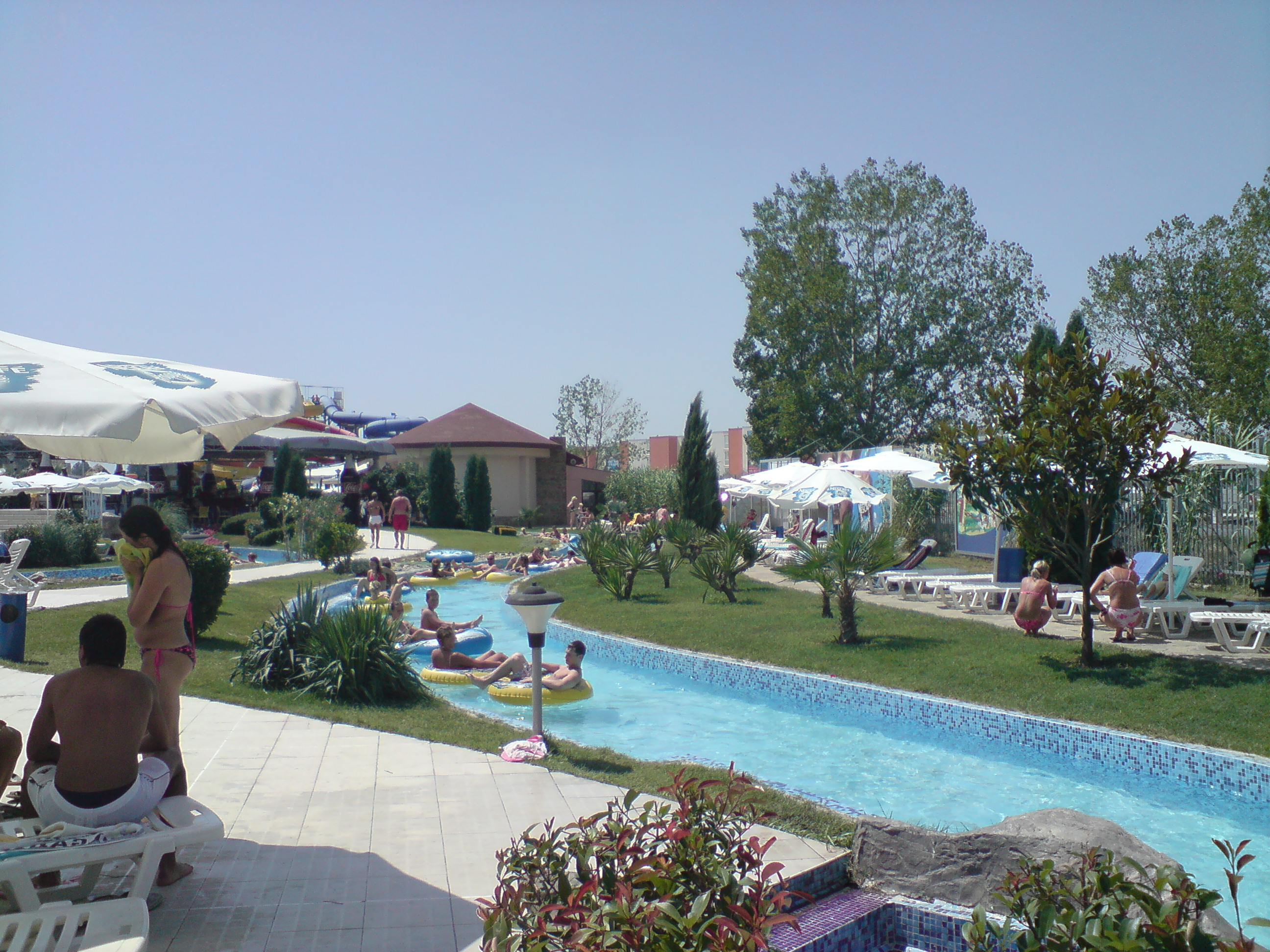
Sonnenstrand (Slantschew brjag)

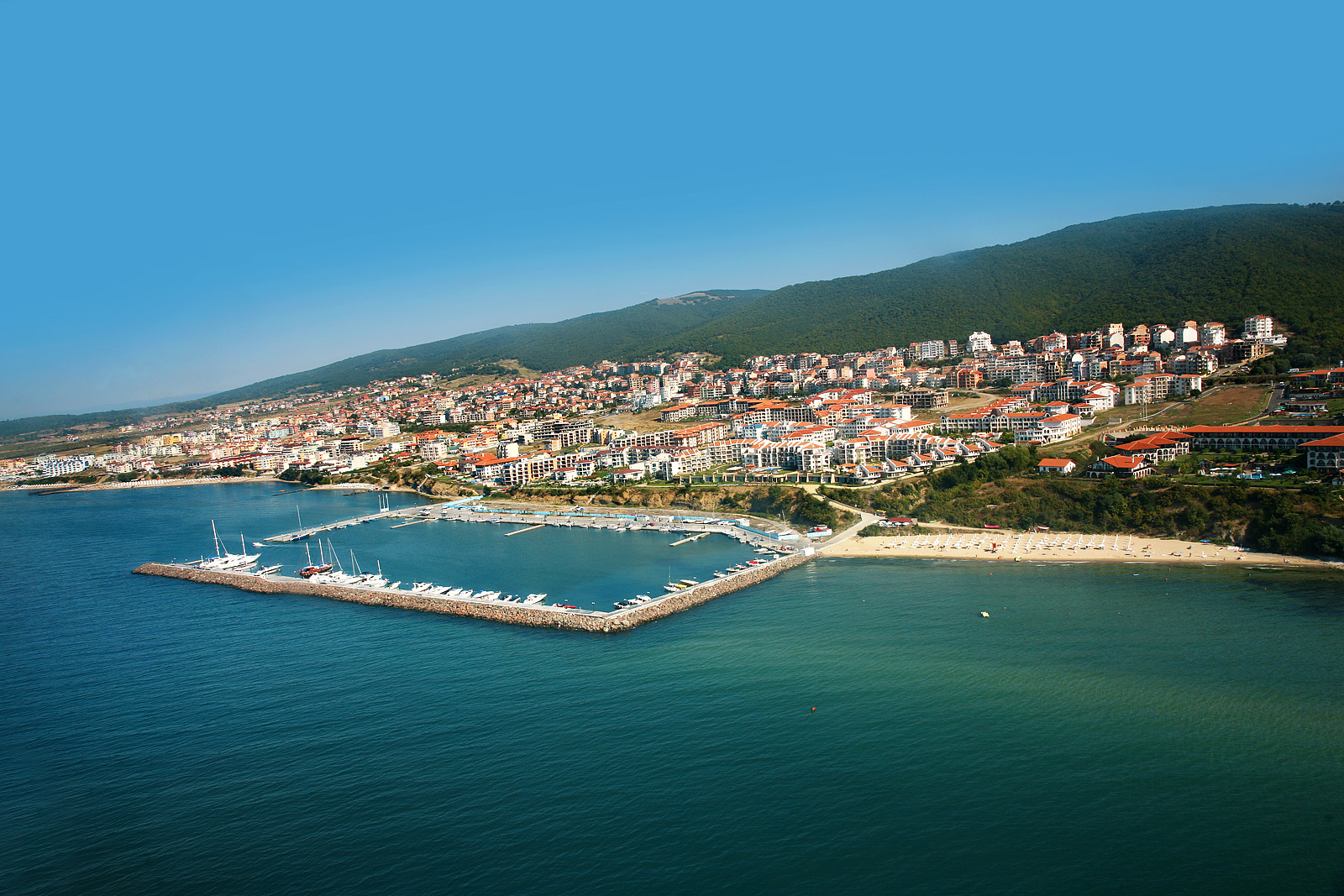
Sweti Wlas

Der Tourismus in Bulgarien gliedert sich in verschiedene Bereiche, zu denen unter anderem Erholungs- und Badetourismus, Jagdtourismus, Wintersport und Kulturtourismus gehören. Seit Ende der 1990er Jahre hat sich vor allem der Massentourismus an der Schwarzmeerküste sehr stark entwickelt. 2011 wurde Bulgarien von ca. 8,5 Millionen Touristen besucht.

## Daten und Fakten
Bulgarien wurde 2016 von 10 604 396 ausländischen Touristen besucht, davon 6 208 793 aus der EU.
2006 besuchten bis Ende September 4.267.461 ausländische Touristen Bulgarien. Darunter waren 491.897 Deutsche, 287.320 Rumänen, 201.283 Russen, 118.531 Tschechen, 114.020 Polen, 81.708 Ukrainer, 54.549 Iren und 53.188 Besucher aus den Vereinigten Staaten. Die Besucherzahl stieg im Vergleich zum Vorjahr um 5,39 % an. Über die ersten acht Monate von 2006 beliefen sich die Einnahmen aus dem internationalen Tourismus auf etwa 1,55 Milliarden Euro.
| Herkunftsland          | Gesamtanzahl Besucher | davon Touristen | Prozent vom Vorjahr |
| ---------------------- | --------------------- | --------------- | ------------------- |
| Total                  | 7.282.455             | 4.090.421       | 104,3               |
| Griechenland           | 714.239               | 615.219         | 88,9                |
| Mazedonien             | 755.286               | 545.861         | 88,0                |
| Deutschland            | 728.878               | 545.265         | 101,3               |
| Serbien und Montenegro | 775.283               | 513.482         | 90,9                |
| Vereinigtes Königreich | 380.121               | 353.023         | 136,3               |
| Russland               | 177.590               | 144.841         | 116,7               |
| Rumänien               | 783.563               | 144.312         | 127,9               |
| Tschechische Republik  | 174.766               | 116.111         | 101,8               |
| Polen                  | 211.032               | 102.775         | 89,3                |
| Schweden               | 109.632               | 109.632         | 101,9               |
| Israel                 | 103.804               | 97.773          | 123,8               |
| Finnland               | 83.482                | 81.530          | 139,0               |
| Slowakei               | 143.974               | 79.968          | 91,4                |
| Dänemark               | 77.966                | 69.667          | 130,8               |
| Frankreich             | 91.790                | 61.942          | 128,9               |
| USA                    | 64.217                | 46.067          | 112,8               |
| Türkei                 | 886.118               | 45.363          | 116,5               |
| Niederlande            | 129.170               | 40.242          | 120,6               |
| Österreich             | 119.057               | 39.494          | 123,6               |
| Norwegen               | 41.725                | 38.564          | 170,2               |
| Ukraine                | 96.979                | 37.851          | 108,5               |
| Ungarn                 | 142.913               | 31.918          | 73,5                |
| Italien                | 64.357                | 31.833          | 113,4               |
| Belgien                | 67.958                | 28.362          | 107,3               |
| Irland                 | 29.421                | 26.886          | 222,0               |
| Schweiz                | 23.698                | 17.843          | 95,2                |
| Spanien                | 19.271                | 13.614          | 138,1               |
| Kanada                 | 10.064                | 6.709           | 119,2               |
| Portugal               | 4.864                 | 3.457           | 133,9               |
| Luxemburg              | 3.035                 | 2.743           | 102,9               |
| Andere Länder          | 268.202               | 109.500         | 112,2               |

## Ziele und Sehenswürdigkeiten

### Reiseziele an der Schwarzmeerküste
- Acheloj
- Achtopol
- Albena
- Baltschik
- Bjala
- Burgas
- Djuni
- Kawarna
- Kiten
- Kranewo
- Losenez
- Nessebar
- Obsor
- Pomorie
- Primorsko
- Rawda
- Riviera
- Rusalka
- Sinemorez
- Sonnenstrand
- Slatni pjassazi
- Sosopol
- Sweti Konstantin
- Sweti Wlas
- Tschernomorez
- Warna
- Zarevo

### Reiseziele im Landesinneren
- Sofia, die Hauptstadt Bulgariens und gleichzeitig die größte Stadt des Landes
- Plowdiw, zweitgrößte Stadt im Land, bekannt für seine malerische Altstadt
- Weliko Tarnowo, eine der ehemaligen Hauptstädte
- Gebirge: Rila, Pirin, Balkan, Rhodopen

### Wintersportgebiete
- Aleko im Witoscha
- Bansko
- Borowez
- Pamporowo
- Tschepelare

### Welterbe der UNESCO

#### Kulturerbe
- Kloster Rila: Das im gleichnamigen Rila-Gebirge liegende Kloster befindet sich 117 Kilometer südlich von Sofia auf einer Höhe von 1147 Metern über dem Meeresspiegel. Es wurde von Schülern des Einsiedlers Iwan Rilski im 10. Jahrhundert gegründet. Im Mittelalter erhielt das Kloster von vielen Zaren reiche Geschenke und wurde zu einem wichtigen sozialen und kulturellen Zentrum. Die heutige Form stammt aus dem 19. Jahrhundert, als das Kloster nach einem Brand neu aufgebaut wurde, und ist ein typisches Beispiel der bulgarischen Renaissance. Das Rila-Kloster wurde 1983 in die Liste des Weltkulturerbes aufgenommen.

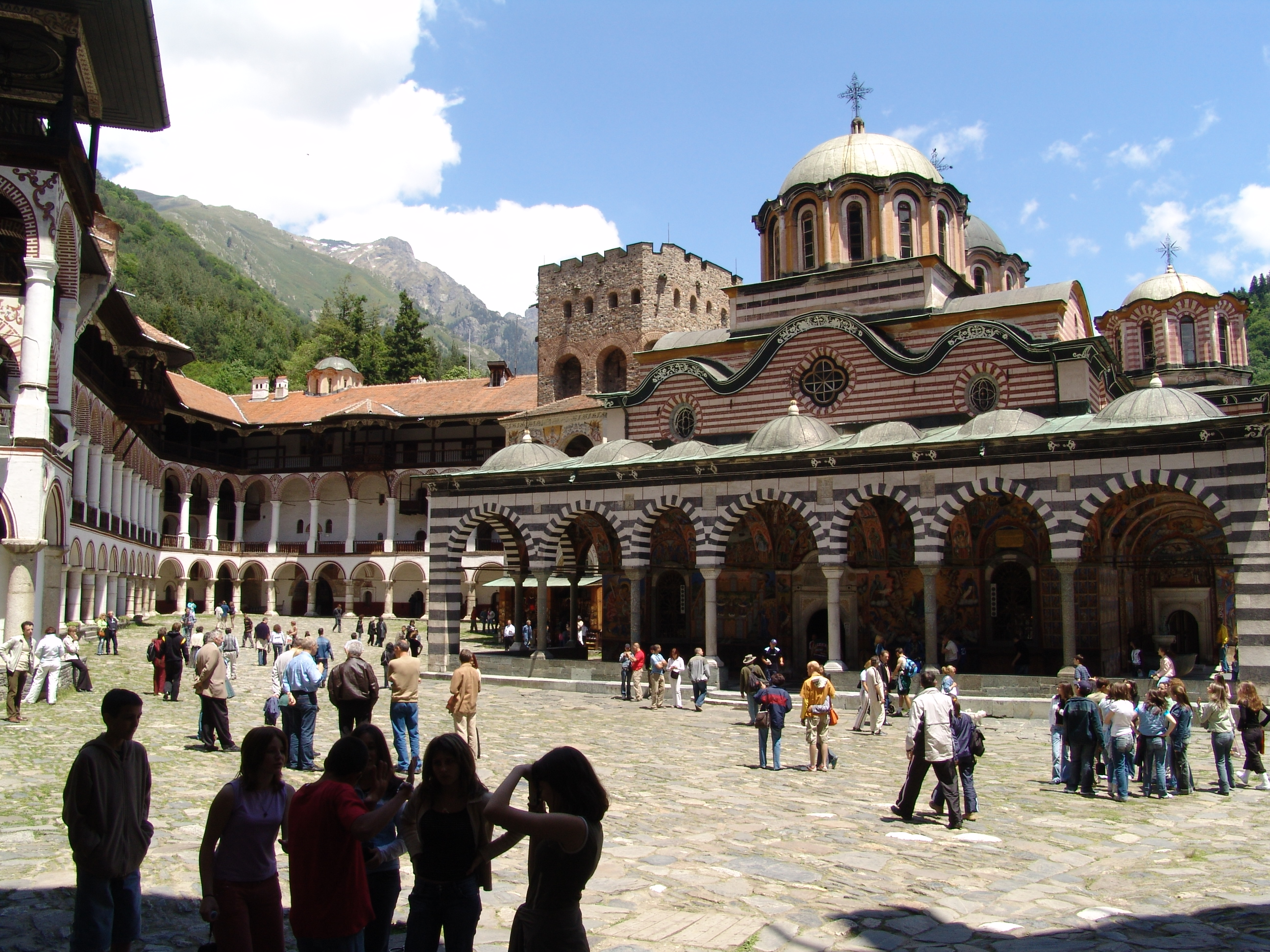
Das Kloster Rila

- Kirche von Bojana: 8 Kilometer südlich des Stadtzentrums von Sofia am Fuße des Berges Vitoscha befindet sich die 1979 in die UNESCO-Liste aufgenommene Kirche. Ursprünglich als Festung konzipiert handelt es sich nach Erweiterungen heute um einen dreiteiligen Kirchenkomplex, der für ein Fresko aus dem Jahre 1259 bekannt ist. Dieses ist eines der wichtigsten Beispiele für mittelalterliche osteuropäische Malerei.
- Felskirchen von Iwanowo: Diese Gruppe von Kirchen, Kapellen und Klosteranlagen wurde 1979 in die Liste des Weltkulturerbes aufgenommen. Sie liegen 22 Kilometer im Südwesten von Ruse und 73 Kilometer (Luftlinie) von der alten bulgarischen Hauptstadt Weliko Tarnowo entfernt. Es handelt sich dabei um in natürliche Höhlen und deren in Kalkstein geschlagenen Erweiterungen aus dem 13. bis 17. Jahrhundert. Die Felsenkirche der Jungfrau Maria ist die Zentralkirche und weist die schönsten Fresken auf.
- Altstadt von Nessebar: Die auf einer felsigen Halbinsel gelegene Altstadt von Nessebar wurde dem Weltkulturerbe 1983 hinzugefügt. Sie befindet sich 27 Kilometer (Luftlinie) nördlich von Burgas an der Schwarzmeerküste. Die Besiedlungsgeschichte begann vor über 3000 Jahren mit den Thrakern, im 6. Jahrhundert v. Chr. wurde Nessebar zur griechischen Kolonie. Durch ihre unmittelbare Nähe zu Sonnenstrand hat sich die Altstadt zu einem Besuchermagneten entwickelt. Sehenswert sind Überreste der thrakischen Befestigungsanlagen, ein Apollo-Tempel, die Basilika Stara Mitropolja, die mittelalterliche Festung und ein archäologisches Museum. Das heutige Stadtbild ist vor allem durch die für die bulgarische Wiedergeburtszeit typischen Holzhäuser geprägt, in das die 11 erhaltenen von ehemals 40 Kirchen farbige Akzente setzen.

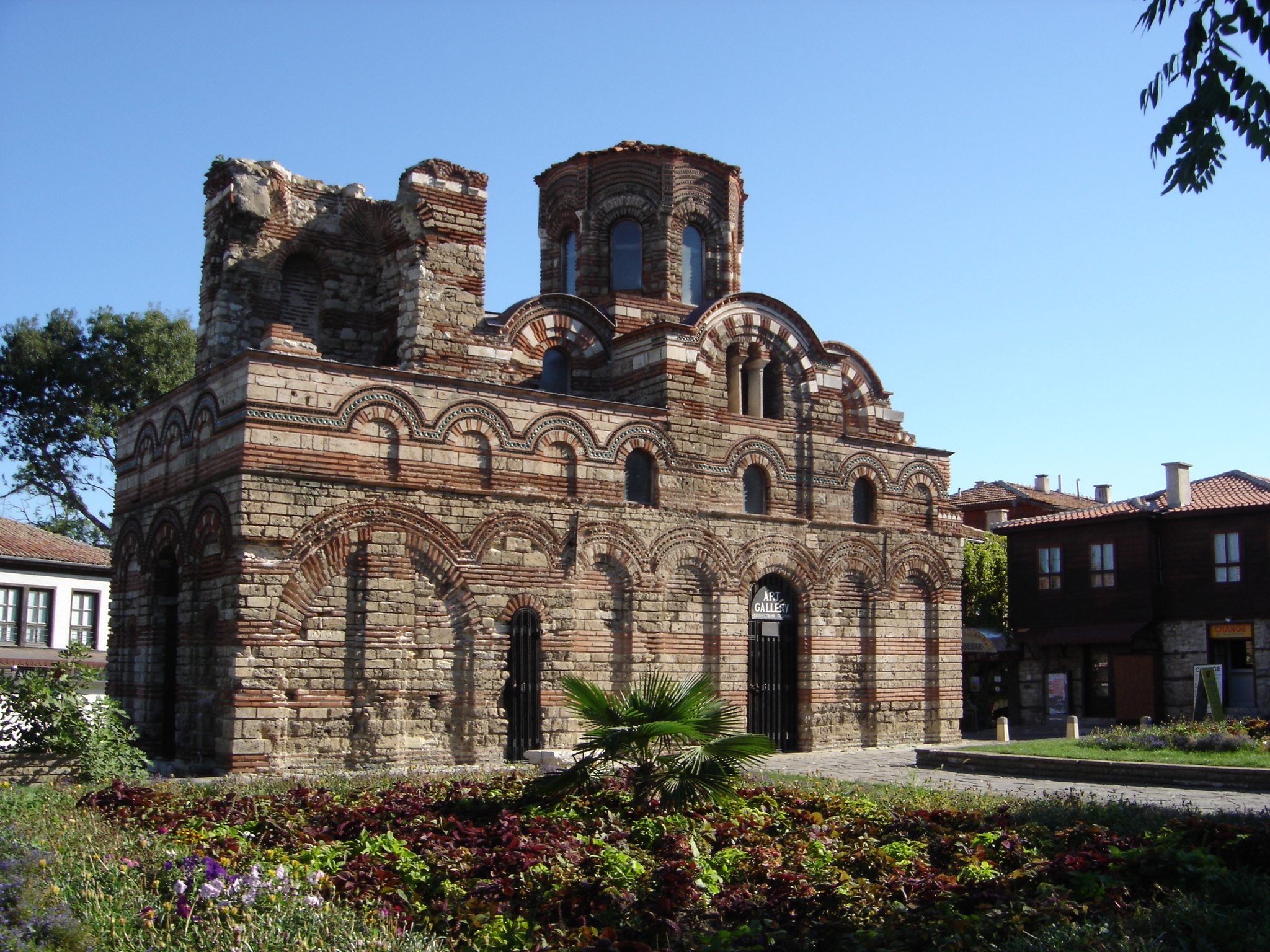
Die Pantokrator-Kirche in Alt-Nessebar

- Felsenrelief des Reiters von Madara: Das kleine Dorf Madara liegt etwa 18 Kilometer von Shoumen und 62 Kilometer von Warna (Luftlinie) entfernt. In der Nähe befindet sich das 100 Meter hohe Kliff, in das vermutlich im 9. Jahrhundert n. Chr. das Relief eines Reiters gehauen wurde, der gegen einen Löwen kämpft. Das Felsenrelief von Madara gehört seit 1979 zum Welterbe der UNESCO.
- Thrakergrab von Kasanlak: Zirka 30 Kilometer von Stara Sagora entfernt inmitten des Rosentals befindet sich die Stadt Kasanlak, in deren unmittelbarer Nähe die thrakische Grabstätte zu finden ist. Sie wird auf das 4. Jahrhundert v. Chr. datiert. Im Inneren des Grabes sind die besterhaltenen Wandmalereien aus der hellenischen Zeit in Bulgarien zu sehen. Das Thrakergrab von Kasanlak wurde 1979 in den Bestand des Weltkulturerbes aufgenommen.
- Thrakergrab von Sweschtari: Das Dorf Sweschtari liegt 42 Kilometer nordöstlich von Rasgrad. Das in der Nähe liegende erst 1982 entdeckte thrakische Grabmal gehört seit 1985 zum Weltkulturerbe der UNESCO. Es zeichnet sich durch einzigartige architektonische Dekorationen aus, den Karyatiden, bei denen es sich um polychrome, halb menschliche, halb pflanzliche Figuren handelt. Die Grabanlage wird dem 3. Jahrhundert v. Chr. zugeordnet.

#### Naturerbe
- Biosphärenreservat Srebarna: Es handelt sich um ein 900 Hektar großes Biosphärenreservat an der Grenze zu Rumänien, etwa einen Kilometer südlich der Donau und 19 Kilometer von der Ortschaft Silistra entfernt. Es ist Brutstatt für 99 Vogelarten, so z. B. der Krauskopfpelikan, insgesamt kommen 233 verschiedene Arten vor, darunter auch zahlreiche Zugvögel. Das Schutzgebiet ist der Öffentlichkeit nicht zugänglich. Ein Naturkundemuseum bietet Informationen über Flora und Fauna des Biosphärenreservats Srebarna.

- Nationalpark Pirin: Der Nationalpark Pirin erstreckt sich über eine Fläche von 40.000 Hektar in einer Höhe von 950 bis 2915 Meter und liegt im Südwesten Bulgariens, südlich von Bansko. Er gehört zum gleichnamigen Pirin-Gebirge und umfasst den zweithöchsten Berg Bulgariens, den 2915 Meter hohen Wichren. Die Landschaft ist durch Granitgestein, alten Schwarzkiefernbestand und 176 Trichterseen geprägt. In den niederen Regionen gibt es über 70 heiße Quellen. Zu den Aktivitäten, die im Park möglich sind, gehören Skifahren, Bergsteigen und Wandern. Auch entwickeln sich Öko- und Weintourismus zu Alternativen. Der Park empfängt jährlich zwischen 300.000 und 500.000 Besucher.

### Ausgrabungen
- Karasura
- Karanowo
- Krivina
- Perperikon
- Villa Armira
- Colonia Ulpia Oescus
- Marcianopolis

### Naturschutzgebiete und Parks

#### Nationalparks
Die drei Nationalparks Bulgariens besitzen zusammen eine Fläche von 1920 Quadratkilometern, d. h. 1,73 % der Landesfläche.
- Nationalpark Zentralbalkan (bulg. Национален парк Централен Балкан, 71.670 Hektar): Der Park erstreckt sich über die mittleren und oberen Bereiche des in Zentralbulgarien befindlichen Teils des Balkangebirges. Hier ist mehr als die Hälfte der gesamten bulgarischen Pflanzenarten anzutreffen. Der höchste, zum Park gehörende Gipfel ist der Botew mit 2376 Metern. Zu den möglichen Aktivitäten gehören Wander- und Ökotourismus, da es im Balkan-Nationalpark neben den zahlreichen Wanderrouten auch zehn Reitwege und vier Mountainbike-Strecken gibt. Den Besuchern stehen insgesamt 1434 Betten zur Verfügung, die über dreizehn Eingänge zum Park erreicht werden können. Neben Straßenanbindungen gibt es auch zahlreiche Busverbindungen mit den umliegenden Ortschaften.
- Nationalpark Rila (bulg. Национален парк Рила, 81.000 Hektar)
- Nationalpark Pirin (bulg. Национален парк Пирин, 40.000 Hektar): Zusammenfassung siehe Abschnitt Naturerbe weiter oben

#### Naturschutzparks
Bulgarien besitzt 10 Naturparks, die insgesamt eine Fläche von 2891 Quadratkilometern und somit 2,6 % der Landesfläche ausmachen.
- Bulgarka (Българка, 21.772 Hektar): Der Park erstreckt sich über die nördlichen Hänge des zentralen Balkangebirges und besteht seit dem 9. September 2002. Zum Park, der zu 80 % bewaldet ist (davon 65 % Buchen), gehören das Museum Schipka-Busludja und das Freilichtmuseum Etara. In der Tierwelt sind unter anderem Goldschakal, Reh, Rotwild, Dachs, Baummarder, Wolf, Braunbär, Steinadler und Weißrückenspecht vertreten.
- Schumen-Plateau (3930 Hektar)
- Persina (21.762 Hektar)
- Rila-Kloster (27.371 Hektar)
- Rusenski Lom (3259 Hektar)
- Persina (6685 Hektar): Der Naturpark Persina liegt entlang der Donau und dient vor allem dem Schutz der zahlreichen Inseln.
- Sinite kamani (116.136 Hektar)
- Strandscha (26.607 Hektar)
- Witoscha (30.130 Hektar)
- Wratschanski Balkan (30.130 Hektar)
- Slatni pjassazi (1320 Hektar)

## Tourismusarten

### Badetourismus/Massentourismus
- Slatni pjasazi (Goldstrand)
- Slantschew brjag (Sonnenstrand)

### Sporttourismus
- Bergwanderweg Kom–Emine

### Kulturtourismus
Bulgarien bietet zahlreiche Kulturschätze und archäologische Sehenswürdigkeiten. Mit Unterstützung der Europäischen Union wurden repräsentative Ziele in allen Teilen des Landes ausgewiesen und gefördert – hierzu zählt beispielsweise das Projekt Rhodopen – auf den Spuren von Orpheus und Eyridike.

### Religiöser Tourismus
Der religiöse Tourismus, oder auch Pilgertourismus, konzentriert sich auf die Klöster.
Als neuestes Zentrum dabei gilt das Sweti Joan Prodrom Kloster in Kardschali. In dem Kloster, das im Mittelalter Zentrum eines der größten christlich-orthodoxe Eparchien war, wurden bei Ausgrabungen Teile des Kreuzes Jesu gefunden. Teile diese Reliquien werden in der Kathedrale zu Burgas aufbewahrt.
- Kloster Rila

### Wellnesstourismus
- Sandanski
- Pomorie
- Chissarja